# Le Versoud
Le Versoud is een gemeente in het Franse departement Isère (regio Auvergne-Rhône-Alpes). De plaats maakt deel uit van het arrondissement Grenoble. Le Versoud telde op 1 januari 2022 4.940 inwoners. 

## Geografie
De oppervlakte van Le Versoud bedroeg op 1 januari 2022 6,35 vierkante kilometer; de bevolkingsdichtheid was toen 778 inwoners per km².

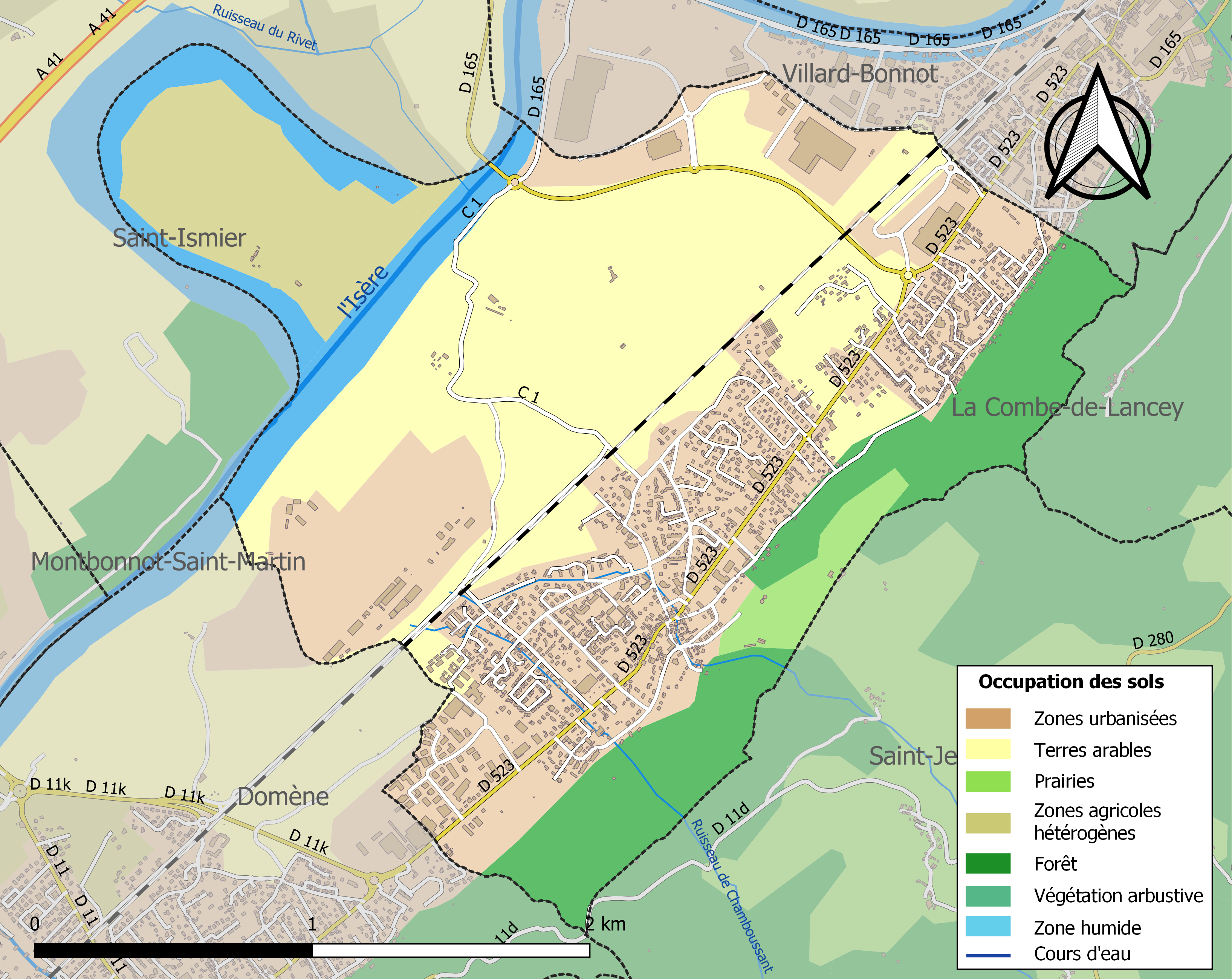
Kaart van de gemeente met de belangrijkste infrastructuur, bodemgebruik en omliggende gemeenten

## Demografie
Onderstaande figuur toont het verloop van het inwonertal (bron: INSEE-tellingen).

## Afbeeldingen

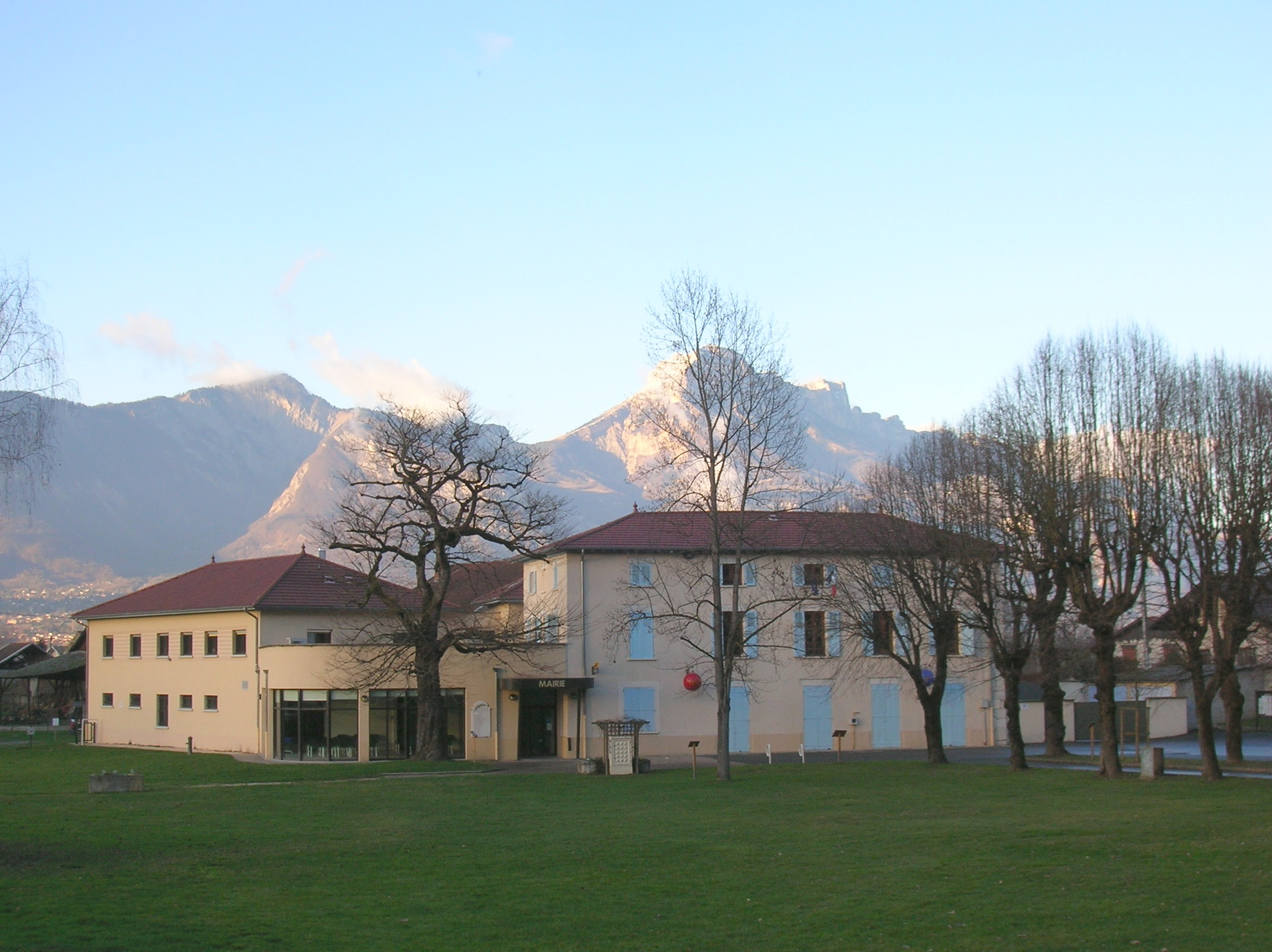
Gemeentehuis
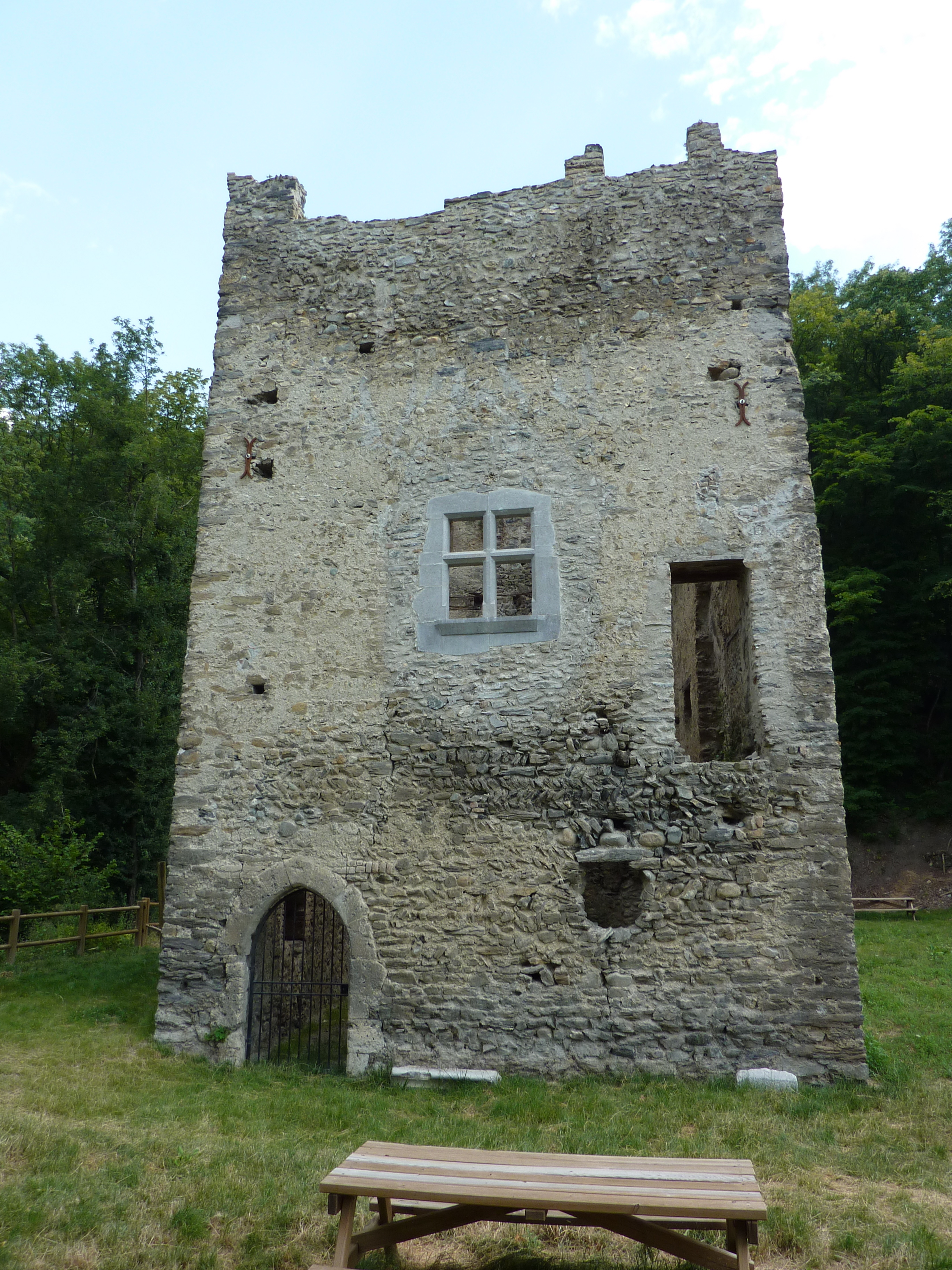
Tour d'Etapes
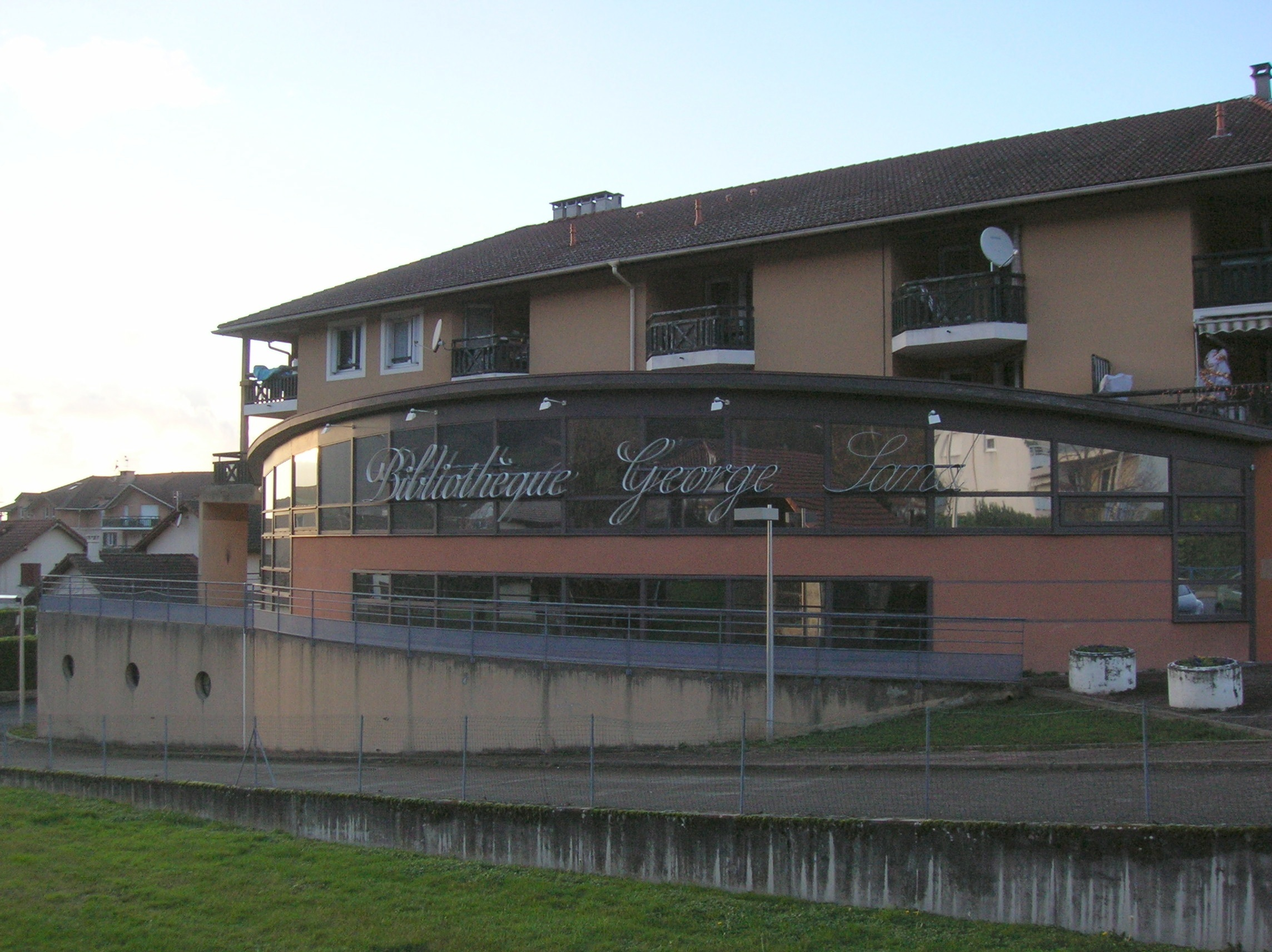
Bibliotheek